# Totstellen
Totstellen – Der Sohn eines Landarbeiters wird Bauarbeiter und baut sich ein Haus ist ein österreichischer Fernsehfilm aus dem Jahr 1975. Regie führte Axel Corti nach einem Drehbuch von Michael Scharang. Der Film war eine Gemeinschaftsproduktion von ORF, WDR und Schönbrunn-Film.

## Handlung
Franz, ein junger Maurer aus dem Dorf Raiding (Burgenland), arbeitet in der Region in einem Bauunternehmen. Im Gasthaus des Ortes lässt er sich von einer Großbaufirma aus Wien abwerben und wird zu einem Pendler. Seine Verlobte Erna erwartet ein Kind. Seit Jahren sparen seine Eltern auf einen Baugrund. Doch der Jungbauer, für Franz ein gehasster Rivale, verkauft den versprochenen Grund an den Dorfarzt. Bei einem Spaziergang verletzt sich seine Verlobte Erna am Kopf, Franz versucht verzweifelt den Dorfarzt zu finden, dieser ist gerade beim Baumeister, von welchem Franz abgeworben wurde. Es kommt zu Handgreiflichkeiten und Franz verletzt den Baumeister, dieser zeigt Franz an und in weiterer Folge kommt es zu einem Gerichtsverfahren. Auf seiner Baustelle in Wien nimmt Franz unerlaubt Zement und andere Materialien für sein Haus mit. Auch dieser Vorfall kommt zu Tage und Franz wird dafür angezeigt. Franz gerät immer mehr in eine Außenseiterposition im Dorf.
„Das Haus, das der Bauernsohn und Bauarbeiter Franz für sich und seine schwangere Frau Erna errichten will, wird niemals fertig. Denn über dem Versuch, aus dem dumpfen Milieu seiner dörflichen Herkunft auszubrechen und für mehr Lohn in der Stadt zu schuften, geht er kaputt. Beim ersten Einblick in eine mitleidlose, profitgierige Umwelt wird dieser naive Tagelöhner zugleich sehend und angeknackst. Als er sich nun seine Rechte nehmen und auch sein Schäfchen ins trockene bringen will, wird er straffällig. Er erhängt sich in seiner Gefängniszelle.“